# Papa João XVII
Giovanni Sicco, após ser eleito o 140º Papa, adotou o nome de Papa João XVII (Roma, 955 — Roma, 6 de novembro de 1003) e liderou a Igreja Católica de 16 de Maio de 1003 até sua morte.[carece de fontes?]
Não havia em Roma nenhuma autoridade que fizesse frente aos nobres. Assim, a facção de Crescêncio II ganhou novamente vantagem.  João Crescêncio, filho do patrício derrotado e morto por Otão III, aproveitou para tomar o poder. Os três papas que se seguiram, devem-lhe a sua eleição. João XVII, antes de tomar ordens, tinha sido casado e era pai de três filhos, que também eram eclesiásticos. Do seu pontificado de poucos meses nada chegou até nós.